# Schloss Fortschau

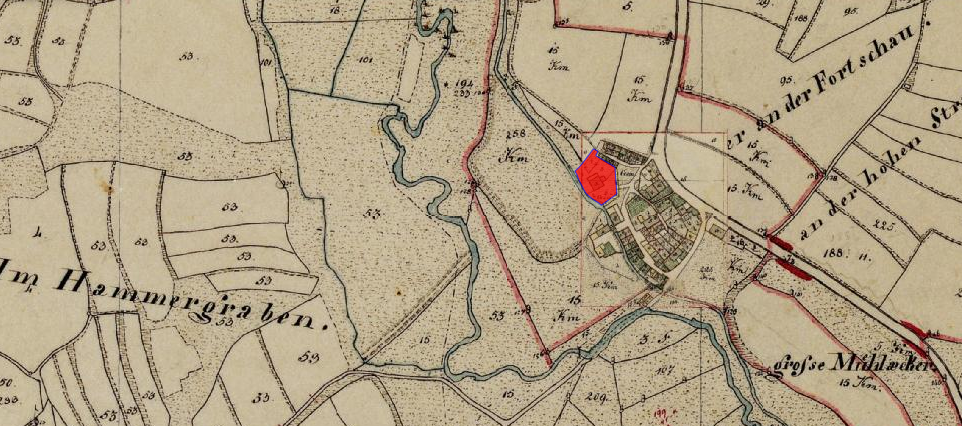
Lageplan von Schloss und Hammerwerk Fortschau auf dem Urkataster von Bayern

Das abgegangene Schloss Fortschau war ein Hammerschloss. Es lag (südlich der Amberger Straße und in der Nähe der Hammergrabenstraße) in Fortschau, einem Ortsteil der oberpfälzischen Stadt Kemnath im Landkreis Tirschenreuth. Die Anlage wird als Bodendenkmal unter der Aktennummer D-3-6137-0107 im Bayernatlas als „archäologische Befunde des abgegangenen frühneuzeitlichen Hammerschlosses von Fortschau und seiner Vorgängerbauten“ geführt. Der Eisenhammer wurde vom Wasser des sogenannten Mühlbachs angetrieben, eine Ableitung von dem Fallbach, der wiederum ein linker Zufluss der Haidenaab ist.

## Geschichte
Fortschau (Vorschaw, Forschaw) wird sowohl im älteren bayerischen Herzogsurbar von 1285 wie auch in dem jüngeren von 1326 als Bestandteil der Herrschaft Waldeck als Lehen erwähnt. Im Salbuch von 1497 wird hier ein abgabepflichtiger Hammer genannt. Dieser wurde 1570 zu einem Blechhammer umgewandelt. 1596 heiß es, „Fortschaw ist vorhin ein hammer gewest, abgegangen; 1 Schneidmühle“. Das Erz wurde aus Gruben um die  Bergwerke am Fichtelberg gewonnen. Im 17. Jahrhundert ist Fortschau ein Lehen des Stiftes Speinshart. 1622 besteht Vortschau aus einer Mühle mit einer Mannschaft und acht Leerhäusln, auch 1630 und 1714 wird hier ein abgegangener Hammer samt der Mühle genannt. 
1689 wurde das Hirschberg-Schlösschen in Fortschau von Kurfürst Maximilian II. Emanuel von den Sensenschmidt’schen Erben zu Kemnath und Eschenbach erworben. Der Hofmusiker (!) Thomas Macolini hatte den Vorschlag gemacht, das an den Staat gefallene Berg- und Hüttenwerk Fichtelberg als eine „Armaturfabrica“ zu nutzen und war damit erfolgreich; er wurde zum kurfürstlichen Rat und Bergobristen ernannt und erhielt auch das Amt des Landrichters von Waldeck-Kemnath. Wegen der besseren Versorgung mit Wasser und der verkehrsgünstigeren Lage wurde jedoch das Werk in Fortschau errichtet und der ehemalige Blechhammer Fortschau wurde zum Fortschauer Armatur-Werk ausgebaut. Dieses bestand bis zum 7. März 1801, danach wurde das Münzgebäude in Amberg zur Errichtung einer vergrößerten Gewehrfabrik bestimmt und damit kam nach 110 Jahren das Ende des Fortschauer Werkes. Dem ehemaligen Beschaumeister Johann Friedrich Zigono wurde noch gestattet, Gewehre auf privater Basis in Fortschau bzw. im Waffenhammer zu Grünberg zu produzieren. 1823 wurde das Gebäude des aufgelassenen Armaturenwerkes für Wohnzwecke adaptiert. Der Kemnather Bürger Paul Strickner, dessen Vater als Schäfter in Fortschau gearbeitet hatte, erwarb das Gebäude und erklärte dem Kemnather Stadtrat am 31. Mai 1823, dass er die Gewehrkammer in vier Teile trennen wollte, damit vier Familien hier untergebracht werden können. Da die königliche Bauinspektion keine „Erinnerungen“ gegen den Plan vorgebracht hat, wurde der Umbau genehmigt.
Fortschau war mit Kuchenreuth 1824 eine eigenständige Gemeinde, die 1946 nach Kemnath eingemeindet wird. Schon früher ist Fortschau nach Kemnath eingepfarrt.